# Ralph Bathurst
Ralph Bathurst, född 1620 i Hothorpe, Northamptonshire, död den 14 juni 1704, var en engelsk teolog, läkare och skald. Han var farbror till Allen Bathurst, 1:e earl Bathurst.
Bathurst studerade teologi i Oxford, men måste under inbördeskriget ge upp sin prästerliga befattning och slå sig på läkaryrket. I hemlighet utövade han dock sina prästerliga funktioner och återtog efter restaurationen 1660 öppet prästämbetet samt blev 1663 hovpredikant.
Bathurst var en bemärkt medlem av den lärda krets i Oxford, ur vilken "The royal society" uppstod. Hans verksamhet som president för Trinity College i Oxford (från 1664) är berömd i universitetets historia. Bathursts dikter finns samlade i Life and literary remains of Ralph Bathurst, utgivna 1761 av Thomas Warton.